# Paul Le Guen
Paul Le Guen (Pencran, 1 de março de 1964) é um ex-futebolista e atual técnico de futebol francês. Atualmente, está sem clube.

## Carreira
Fez sucesso no Paris Saint-Germain, onde jogou de 1991 até o fim de sua carreira, em 1998, onde fez 344 partidas, que fez dele o quinto jogador que mais atuou empatado com o bósnio Safet Sušić. Jogou também por AS Brest, Stade Brestois e Nantes.

## Treinador

### Seleção nacional
Pela Seleção Francesa de Futebol, Le Guen disputou 16 partidas.

### Omã
Ele representou a Seleção Omani de Futebol na Copa da Ásia de 2015.

## Títulos
Paris Saint-Germain
- Taça dos Clubes Vencedores de Taças: 1995–96
- Ligue 1: 1993–94
- Copa da França: 1992–93, 1994–95, 1997–98
- Copa da Liga Francesa: 1994–95, 1997–98
- Supercopa da França: 1995